# 이카리촌
이카리촌(伊加利村)은 일본 효고현 미하라군에 설치되었던 촌이다. 현재의 미나미아와지시의 일부에 해당한다.